# Eleições legislativas portuguesas de 1851
As eleições legislativas portuguesas de 1851 foram realizadas nos dias 2 e 16 de novembro.

## Partidos
Os partidos que tiveram deputados eleitos foram os seguintes:
| Partido | Partido                  |
| ------- | ------------------------ |
|         | Regeneradores históricos |
|         | Cartistas                |

## Resultados
| ↓                        |           |
| 125                      | 34        |
| Regeneradores históricos | Cartistas |

| Partido | Partido                  | %            | +/- | Deputados | +/- |
| ------- | ------------------------ | ------------ | --- | --------- | --- |
|         | Regeneradores históricos | 78,0 / 100,0 |     | 125 / 159 |     |
|         | Cartistas                | 22,0 / 100,0 |     | 34 / 159  |     |
| Fonte   |                          |              |     |           |     |

### Gráfico
| Gráfico dos resultados   | Gráfico dos resultados   | Gráfico dos resultados | Gráfico dos resultados | Gráfico dos resultados |
| ------------------------ | ------------------------ | ---------------------- | ---------------------- | ---------------------- |
|                          |                          |                        |                        |                        |
| Regeneradores históricos | Regeneradores históricos |                        | 78%                    | 78%                    |
| Cartistas                | Cartistas                |                        | 22%                    | 22%                    |